# StuffIt
StuffIt ist eine Produktfamilie zur Komprimierung und Archivierung von Daten in der Informatik von Smith Micro Software. Bekanntestes und ältestes Programm dieser Familie ist das Datenkompressionsprogramm DropStuff, welches ursprünglich im Jahr 1986 von Raymond Lau im Alter von 15 Jahren für die Verwendung auf dem Macintosh entwickelt worden ist. StuffIt ist für klassisches Mac OS, Windows und Linux verfügbar. Mit DropStuff gepackte Dateien erhalten die Dateiendung sit oder neuerdings sitx.
Das Programm DropStuff in seiner Standardversion, das stets kostenlos als Shareware abgegeben worden ist, ist seit 2005 nur noch zeitlich 30 Tage begrenzt funktionstüchtig.
Die unterstützten Dateiformate hängen nicht nur von der Version, sondern auch von der Plattform ab. Nur die Windows- und Linux-Varianten unterstützen derzeit ARJ-Dateien, nur die Mac-Version CompactPro-Dateien und Shrinkwrap- & DiskCopy-Images.

## Geschichte
Bis Mac OS 9.2.1 war das Komprimierungsformat SIT auf dem Macintosh vorherrschend. Die Daseinsberechtigung eines spezifischen Mac-OS-Programms lag in der Aufteilung von Dateien in Resource- und Data-Fork. Mit Einführung von Mac OS X ab 2000 wurde von Apple das ZIP-Format sowie das Containerformat DMG entsprechend angepasst und verwendet. Der StuffIt Expander wurde von Apple bis einschließlich Mac OS X Panther (Version 10.3) mitgeliefert, ist aber seit Mac OS X Tiger nur noch beim Hersteller zu erhalten. Seit diesem Zeitpunkt hat das .sit- und .sitx-Format zunehmend an Bedeutung verloren.
Vertreiber war bis 2003 die Firma Aladdin Systems. Seit 26. Juli 2004 nennt sich das Unternehmen Allume Systems. Am 5. Juli 2005 wurde Allume Systems von Smith Micro Software gekauft.
Seit StuffIt 7 ist eine Windows-Version verfügbar, mit Ausnahme von Version 10.

## Besonderheiten
Im proprietären SITX-Format wurde ein verlustfreier Kompressionsalgorithmus für JPEG-Dateien implementiert, der diese laut Herstellerangabe um bis zu 30 % verkleinern kann. Stuffit ist derzeit (2017) das einzige Archivierungsprogramm, das diese Art der zusätzlichen Komprimierung von JPEGs unterstützt.